# Trieste Trasporti

Logo Trieste Trasporti

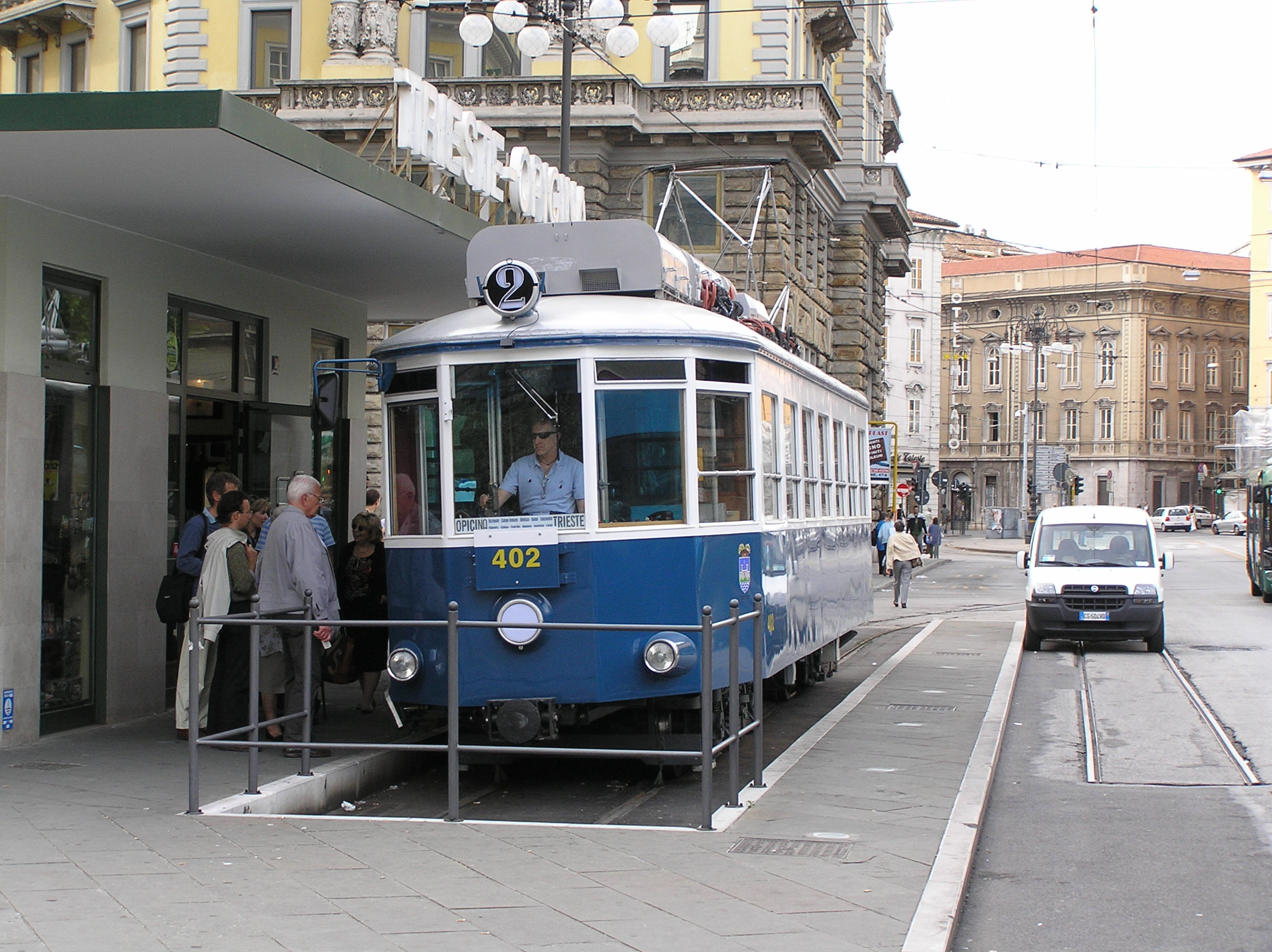
Triebwagen an der südlichen Endstelle der Bahn nach Opicina

Trieste Trasporti S.p.A. (TT) ist eine Aktiengesellschaft, die als Verkehrsunternehmen den Linienverkehr in der ehemaligen italienischen Provinz und heutigen Körperschaft regionaler Dezentralisierung Ente di Decentramento Regionale (EDR) Triest betreibt. 60,06 % der Anteile liegen bei der öffentlichen Hand, 39,93 % bei der privaten Arriva und 0,01 % bei der französischen RATP. Sie betreibt eine Bahnlinie, 53 Buslinien und zwei Schifffahrtslinien mit 5600 Fahrten werktags und 70 Millionen Fahrgästen im Jahr.

## Geschichte
Am 30. März 1876 nahm die Straßenbahn als Pferdebahn ihren Betrieb auf. Am 2. Oktober 1900 erfolgte die Elektrifizierung der ersten Linie. Die 1921 gegründete Azienda Comunale Tranvie Municipali wurde zum 16. Juli 1934 in die Azienda Comunale dei servizi Elettricità, Gas, Acqua e Tranvie (A.C.E.G.A.T.) überführt. 1935 wurde die erste Oberleitungsbus-Linie in Betrieb genommen, der weitere Ausbau mit Zurückdrängung der Straßenbahn erfolgte bis 1960. In den 1950er und 1960er Jahren übernahm dann der Dieselbus mehr und mehr den Betrieb. Mit der Linie 9 wurde die letzte Straßenbahnlinie am 31. März 1970 auf Busbetrieb umgestellt. Der letzte O-Bus fuhr im April 1975.
1977 fusionierten die Verkehrsbetriebe der Azienda Comunale Elettricità Gas Acqua e Tranvie (ACEGAT), der Azienda Comunale Navigazione Autoservizi (ACNA), der Società dei Trasporti di Muggia und der Autolinee Carsiche zur Azienda Consorziale Trasporti (ACT). Im Jahr 1984 hatte die ACT 970 Beschäftigte, im Busbetrieb gab es 28 Linien mit einer Streckenlänge von 245 km. Mit 286 Bussen wurden 11,1 Mio. Wagenkilometer geleistet, dabei wurden 78,2 Mio. Passagiere befördert. Auf der als Linie 2 bezeichneten Bahnstrecke Triest–Opicina wurden mit acht Fahrzeugen und etwa 200.000 Wagenkilometern 1,4 Mio. Fahrgäste befördert.
2001 wurde im Zuge der Privatisierung des Öffentlichen Verkehrs die jetzige Aktiengesellschaft gegründet.

## Verkehrsmittel

### Bahn
Nach der Umstellung der normalspurigen städtischen Straßenbahnlinien auf Busbetrieb bis 1970 wird die meterspurige Bahnstrecke Triest–Opicina als Linie 2 mit vierachsigen speziellen Straßenbahn-Triebwagen betrieben. Der Betrieb wurde nach einem Unfall 2016 auf Schienenersatzverkehr mit Bussen umgestellt, im Februar 2025 allerdings wieder aufgenommen.

### Omnibus
Im Jahr 2013 wurden 273 Busse eingesetzt. Die Busflotte besteht u. a. aus Fahrzeugen von Irisbus, IVECO, Mercedes-Benz Citaro und MAN Lion’s City. 2019 waren es 76 12-m- und 139 10,5-m-Wagen, 21 9-m- und 14 7-m-Midibusse und 21 Gelenkbusse. Das Durchschnittsalter der Fahrzeuge lag 2019 bei 4,86 Jahren. Das befahrene Netz ist rund 350 Kilometer lang, es werden etwa 1400 Haltestellen bedient.

### Schiff
Die Linie Triest – Muggia ist ganzjährig in Betrieb (werktags etwa 7–20 Uhr, sonn- und feiertags etwa 10–18 Uhr), die Linie Triest – Barcola – Grignano – Sistiana nur in den Sommermonaten. Im Jahr 2019 wurden 129.000 Fahrgäste befördert.

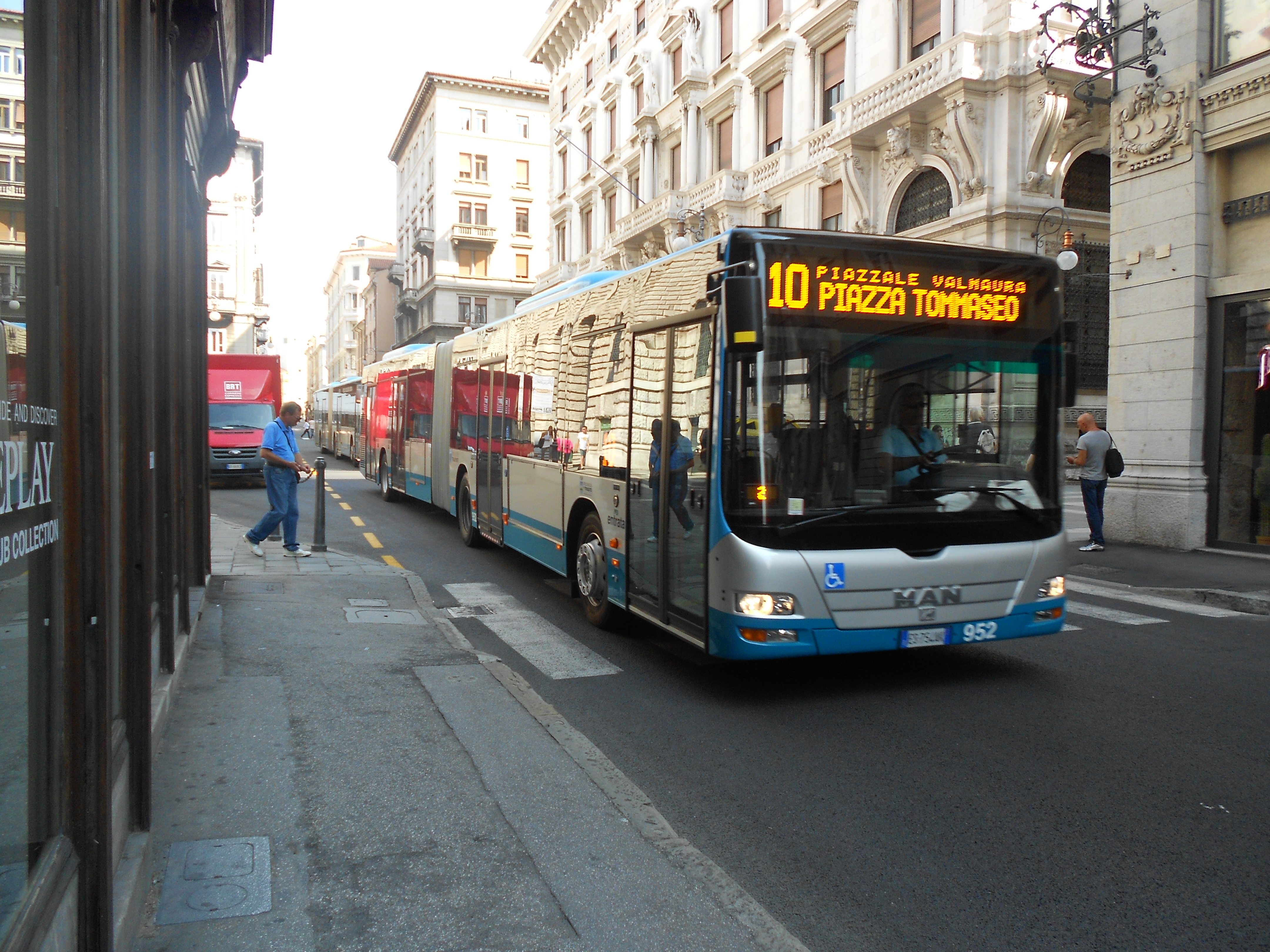
Gelenkbusse auf der Via Mazzini
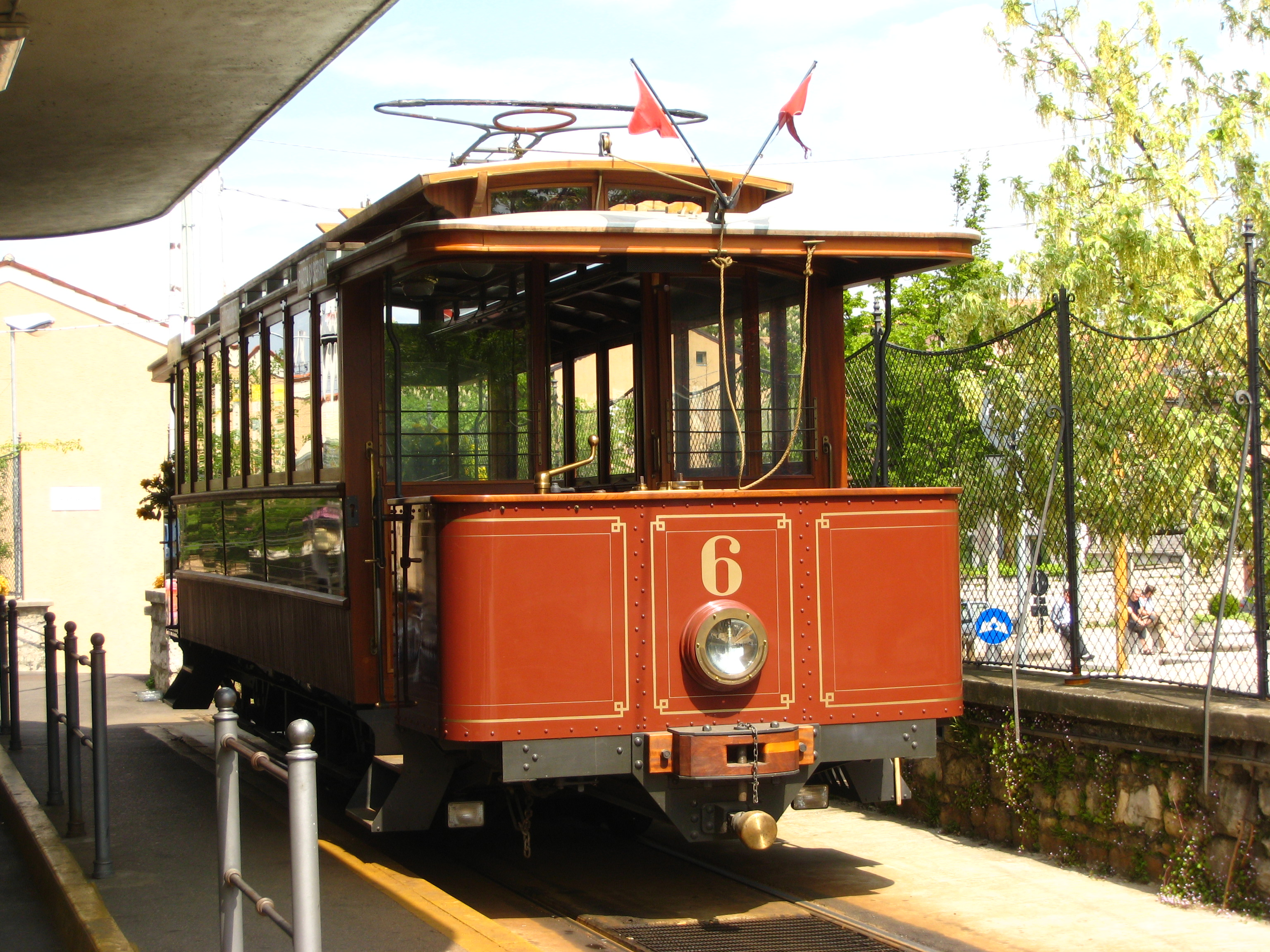
Historischer Wagen 6
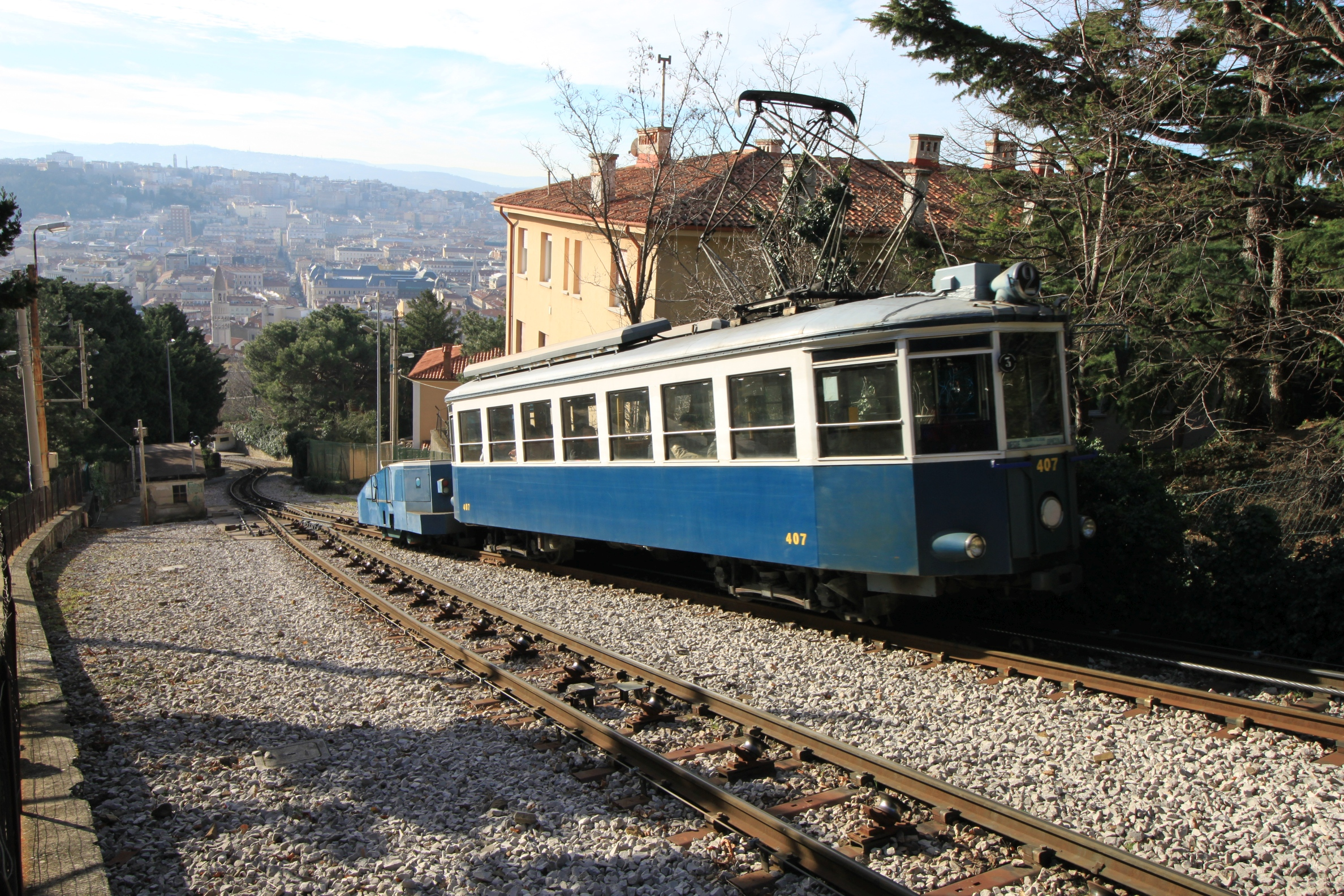
Triebwagen 407 auf der Steilstrecke der Bahn Triest–Opicina